# 347028 Vazec
347028 Vazec este o planetă minoră (asteroid) din centura de asteroizi. A fost descoperită pe 13 martie 2010 la  de Tomas Vorobjov⁠(d). 
Obiectul prezintă o orbită caracterizată de o semiaxă mare de 2,3926066958333 UAi, o excentricitate de 0,16, o înclinație de 1,8 ° în raport cu ecliptica.